# GOOD DREAMS (the pillowsのアルバム)
「GOOD DREAMS」（グッド・ドリームス）はロックバンド、the pillowsの12枚目のアルバム。

## 概要
タイトル曲の「GOOD DREAMS」は、以前the pillowsがルースターズのトリビュート・アルバムに参加した際にカバーした曲と同名である。それについて山中さわおは「自分たちがルースターズのファンで、カバーもしているからこそ確信犯的にOKかなと思った」と語っている。
「天使みたいにキミは立っていた」は、1994年からメロディーのみが既に完成されていた。通称第二期に製作されたボサノヴァテイストの楽曲であり、第三期に過渡する際にお蔵入りとなっていた。このアルバムに収録されているのは、ロックとして再び編曲しなおし録音されたものである。
アルバムのジャケットデザインは、シングル「その未来は今」と同様にTOMOVSKYが担当している。

## 収録曲
作詞･作曲：山中さわお（#1-8, #10-11）
作曲：山中さわお（#9）
1. xavier
2. WALKIN' ON THE SPIRAL
3. その未来は今
4. 天使みたいにキミは立ってた
5. オレンジ・フィルム・ガーデン
6. フロンティアーズ
7. ローファイボーイ, ファイターガール
8. New Year's Eve
9. BAD DREAMS
10. GOOD DREAMS
11. Rosy Head